# Baseball aux Jeux panaméricains de 2015
Navigation
Édition précédente Édition suivante
Les épreuves de baseball aux Jeux panaméricains de 2015 consistent en un tournoi de baseball féminin et un tournoi de baseball masculin joués au Pan Am Ball Park d'Ajax, en Ontario, dans le Grand Toronto, au Canada. Ces compétitions ont lieu du 11 au 26 juillet 2015.
Il s'agit de la première fois de l'histoire des Jeux panaméricains que les femmes participent à la compétition de baseball. 
Les médailles d'or sont remportées par les États-Unis (femmes) et le Canada (hommes).

## Femmes
Cinq équipes féminines sont inscrites à cette première compétition féminine de baseball aux Jeux panaméricains. 
Joué du 20 au 26 juillet, le tournoi se termine par une médaille d'or des États-Unis, qui remportent la finale par le score de 11 à 3 sur le Canada, tandis que le Venezuela gagne la médaille de bronze.

## Hommes

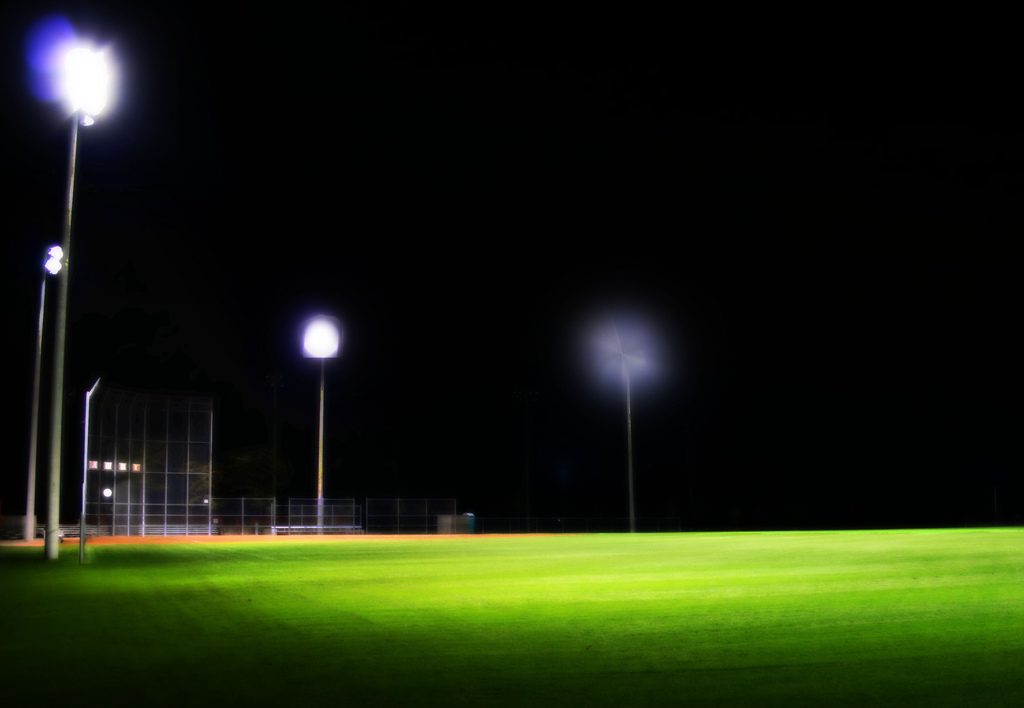
Le Pan Am Ball Park d'Ajax, où les tournois panaméricains de baseball sont joués en 2015.

Chez les hommes, le tournoi débute le 11 juin 2015 et se conclut le 19 juillet lorsque l'équipe du Canada défend avec succès la médaille d'or remportée au Mexique lors des Jeux panaméricains de 2011, en remportant la finale 7-6 sur les États-Unis, qui échappent la victoire en fin de 10e manche. Tirant de l'arrière par un point, le Canada crée l'égalité en marquant sur une erreur du lanceur David Huff, qui remet hors cible au premier but, puis Pete Orr marque le point ultime lorsque le voltigeur de droite américain, Brian Bogusevic, commet une erreur sur le même jeu en lançant hors cible au troisième but,. Cuba remporte la médaille de bronze.